# Simopone conradti
Simopone conradti är en myrart som beskrevs av Carlo Emery 1899. Simopone conradti ingår i släktet Simopone och familjen myror. Inga underarter finns listade i Catalogue of Life.